# Savilian Chair of Astronomy
Der Savilian Chair of Astronomy (englisch, in etwa: Savilischer Lehrstuhl für Astronomie) ist ein Lehrstuhl für Astronomie an der Oxford University. Er wurde 1619 parallel zum Savilian Chair of Geometry von Henry Savile gegründet und ist nach ihm benannt.

## Lehrstuhlinhaber (Auswahl)
- 1619 John Bainbridge
- 1643 John Greaves
- 1649 Seth Ward
- 1661 Christopher Wren
- 1673 Edward Bernard
- 1691 David Gregory
- 1708 John Caswell
- 1712 John Keill
- 1721 James Bradley
- 1763 Thomas Hornsby
- 1810 Abraham Robertson
- 1827 Stephen Peter Rigaud
- 1839 George Henry Sacheverell Johnson
- 1842 William Fishburn Donkin
- 1870 Charles Pritchard
- 1893 Herbert Hall Turner
- 1932 Harry Hemley Plaskett
- 1960 Donald Blackwell
- 1988 George Efstathiou
- 1999 Joseph Silk
- 2012 Steven A. Balbus